# Mad God
Mad God és una pel·lícula experimental de terror en animació stop-motion per adults del 2021 escrita, produïda i dirigida per Phil Tippett. Completada el 2021, es va produir durant un període de 30 anys. Mad God es va estrenar al Festival Internacional de Cinema de Locarno el 5 d'agost de 2021 i es va estrenar als Estats Units States per Shudder el 16 de juny de 2022. Va rebre elogis de la crítica.

## Argument
Una figura alta envoltada d'una jaqueta i una màscara antigàs, acreditada com l'assassí, descendeix a un món infernal en ruïnes mitjançant una campana de busseig. En el seu poder, té un mapa i una maleta.
Viatjant per l'inframón, es troba amb moltes criatures depredades sense pietat per monstres més grans. Finalment, arriba a una ciutat on hi ha un exèrcit de drons sense rostre, aparentment governat per una monstruositat amb dents brutes i carn cremada que només parla amb balbuceig de nadons, ja que només es veu com a primers plans dels seus ulls i boca a les pantalles adossades a una torre. En el fons de les entranyes de la ciutat, l'assassí descobreix una muntanya de maletes com la seva. Obre la seva maleta, revelant una bomba de rellotgeria, que col·loca i es prepara per engegar. No s'adona d'un monstre rastrejant darrere seu, que després l'ataca i l'arrossega mentre la mà de la bomba sembla incapaç de completar el seu circuit.
L'assassí és encadenat a una taula i despullat davant d'una massa d'espectadors. Apareix un cirurgià amb una infermera, obre l'abdomen de l'assassí i comença a remenar la seva cavitat toràcica. Es treuen joies i papers i es llancen a terra. Finalment, el cirurgià troba el seu objectiu: una criatura estranya i plorant, semblant a una larva infantil. El cirurgià l'entrega a la infermera, que se l'emporta.
El cirurgià fa un forat al cap de l'assassí i connecta el seu cervell a un televisor. Mentre el cirurgià mira la televisió, es mostra el món de dalt, on l'últim home dóna un mapa forjat per bruixes nudoses a un assassí i l'envia a una campana de busseig. Conduint una motocicleta i després un jeep, l'assassí segueix el mapa a través d'un dipòsit de municions, un cementiri i una zona de guerra abans de baixar per una carretera espiral.
De tornada a l'inframón, la infermera porta el nen a una criatura fantasmal i flotant que l'acompanya al cau d'un alquimista. L'alquimista tritura l'infant en líquid, després transforma alquímicament les seves restes en or. Aquest or s'utilitza llavors per crear un nou cosmos que experimenta el mateix cicle d'evolució, civilització i autodestrucció que l'anterior. En fer-ho, conclou el compte enrere de la bomba de l'assassí.

## Producció
Mentre treballava a RoboCop 2, Tippett va començar a filmar el que seria Mad God. El seu treball a Parc Juràssic li va fer creure que s'havien acabat els dies de stop-motion i la pel·lícula es va arxivar.
20 anys més tard, amb l'encoratjament dels membres del seu estudi, Tippett va començar a treballar de nou en el projecte, utilitzant equips de voluntaris per ajudar-lo.
| « | "Així que els caps de setmana hi feia venir fins a 15 i 20 persones. No tots tenien el talent ni l'esperit, però descobririen els processos durant la setmana. Els vaig fer fer tot el treball pesat." | » |

Amb l'ajuda de les donacions de Kickstarter, Tippett va crear les tres primeres seccions, que representen aproximadament la meitat de la pel·lícula. Va llançar un metratge darrere les escenes a YouTube durant la producció.
El 2013, el dissenyador de so Richard Beggs, guanyador del Premi Oscar, va acceptar fer el disseny de so i la mescla del projecte.

### VR-curt
El 2016, es va estrenar una versió curta de VR de la pel·lícula de dos minuts. Tots els personatges van ser animats i rodats per separat davant d'una pantalla verda mitjançant el programari Dragon; després es va utilitzar Nuke per compondre tots els personatges junts davant d'un fons.

### Música
La partitura original va ser composta per Dan Wool, que va començar a treballar en el projecte l'any 2010 i va desenvolupar la partitura per capítols fins al seu llançament el 2021. L'àlbum de la banda sonora, publicat per Waxwork Records, es va publicar el 21 de juny de 2022 en doble vinil i CD.
L'any 2023 Wool va llançar una versió alternativa només digital de l'àlbum de la banda sonora, "Soundtrack for Phil Tippett's MAD GOD - Music+Effects Version [feat. Richard Beggs]", que incorpora més del disseny de so de Richard Beggs per a Mad God. Està disponible a Bandcamp.

## Llançament
Mad God es va estrenar al 74è Festival Internacional de Cinema de Locarno el 5 d'agost de 2021. Shudder  va adquirir els seus drets de distribució, planejant un llançament limitat als cinemes i a AMC+ el 16 de juny de 2022.

## Recepció

### Taquilla
Als Estats Units i al Canadà, la pel·lícula va guanyar 8.416 dòlars en dues sales el cap de setmana d'estrena. Es va expandir a 26 sales el seu segon cap de setmana i va guanyar 36.588 $.Va afegir 24.451 dòlars en el seu tercer cap de setmana, 37.617 $ en el seu quart, i 16.280 $ en el seu cinquè, en última instància, va recaptar més del doble del seu pressupost de 150.000 dòlars en la seva estrena limitada al cinema.

### Resposta crítica
A l'agregador de ressenyes Rotten Tomatoes, Mad God té una puntuació d'aprovació del 92%, basada en 95 ressenyes, i una puntuació mitjana de 7,8/10. El seu consens diu: "Una riquesa visual per als aficionats al cinema, Mad God demostra que fins i tot a l'era del CGI, l'atractiu cinematogràfic de l'animació stop-motion continua sent fort." A Metacritic, la pel·lícula té una puntuació mitjana ponderada de 80 sobre 100, basada en 14 ressenyes, que indica "crítiques generalment favorables"".
John Defore de The Hollywood Reporter va elogiar l'animació, l'atmosfera desoladora i el disseny de la pel·lícula, qualificant-la d' "un assoliment tecnològic que els geeks de FX hauran de veure" i "entre les distopies més desoladores [de] la ciència-ficció". John Bleasdale de Sight and Sound va oferir elogis similars alhora que va criticar el seu desolador escenari, resumint que la pel·lícula "té totes les eines d'un culte instantani clàssic".En puntuar la pel·lícula quatre de cinc estrelles, Drew Tinnin de Dread Central va elogiar el disseny, l'atmosfera i l'animació, així com la banda sonora de la pel·lícula, anomenant-la "el pur art cobra vida".
Rafael Motamayor d' IndieWire va puntuar la pel·lícula amb una B, escrivint "Mad God, una cacofonia de salvatgisme i crueltat  [oferint] cap esperança, no hi ha treva davant del terror impressionant." Kyle Anderson de Nerdist va puntuar la pel·lícula amb 4,5 sobre 5, oferint elogis similars a l'atmosfera, els elements visuals, l'ambientació desolada i el disseny de producció de la pel·lícula, alhora que va destacar la narrativa simplista de la pel·lícula. Revisió de Tilt Magazine, el crític Thomas O'Connor va qualificar la pel·lícula d' "un espectacle profundament inquietant", destacant la pel·lícula com un assoliment tècnic en l'animació stop-motion, a més de lloar l'atmosfera desolada i les imatges inquietants de la pel·lícula.
Christopher Stewardson d' Our Culture Magazine va puntuar la pel·lícula amb quatre estrelles de cinc, elogiant l'animació, el disseny visual, l'atmosfera infernal i la qualitat onírica, escrivint "Mad God gairebé ha fet un anell contra la guerra. En la seva bogeria abstracta, presenta el malson del que és la guerra. Rres no és humà. Només existeixen els monstres".
Kristy Puchko d' IGN va donar una puntuació de cinc sobre deu, elogiant l'atmosfera i les imatges, però criticant la pel·lícula per la "manca de cap argument o substància real".

## Reconeixements
| Premi                                      | Data de cerimònia      | Categoria                                                                                     | Receptor(s)                                                | Resultat  | Ref.          |
| ------------------------------------------ | ---------------------- | --------------------------------------------------------------------------------------------- | ---------------------------------------------------------- | --------- | ------------- |
| L'Étrange Festival                         | 19 de setembre de 2021 | Premi del Públic                                                                              | Mad God                                                    | Guanyador | [ 25 ]        |
| Festival de Sitges                         | 17 d'octubre de 2021   | Premi als millors efectes especials                                                           | Phil Tippett                                               | Guanyador | [ 26 ]        |
| Festival de Sitges                         | 17 d'octubre de 2021   | Premi de la Crítica José Luis Guarner                                                         | Mad God                                                    | Guanyador | [ 26 ]        |
| premis Ray Harryhausen                     | 29 de juny de 2022     | Millor llargmetratge d'animació                                                               | Mad God                                                    | Guanyador | [ 27 ]        |
| Associació de Crítics de Cinema de Chicago | 14 de desembre de 2022 | Millor pel·lícula d'animació                                                                  | Mad God                                                    | Nominat   | [ 28 ]        |
| Associació de Crítics de Cinema d'Austin   | 10 de gener de 2023    | Millor pel·lícula d'animació                                                                  | Mad God                                                    | Nominat   | [ 29 ] [ 30 ] |
| Societat de Crítics de Cinema de Seattle   | 17 de gener de 2023    | Millor llargmetratge d'animació                                                               | Phil Tippett                                               | Nominat   | [ 31 ]        |
| Visual Effects Society Awards              | 15 de febrer de 2023   | Efectes visuals destacats en una pel·lícula animada                                           | Chris Morley, Phil Tippett, Ken Rogerson, Tom Gibbons      | Nominat   | [ 32 ] [ 33 ] |
| Visual Effects Society Awards              | 15 de febrer de 2023   | Efectes especials (pràctics) destacats en un projecte fotoreal                                | Phil Tippett, Chris Morley, Webster Colcord, Johnny McLeod | Nominat   | [ 32 ] [ 33 ] |
| Premis Annie                               | 25 de febrer de 2023   | Assoliment destacat de la música en una producció de llargmetratges d'animació                | Dan Wool                                                   | Nominat   | [ 34 ]        |
| Premis Annie                               | 25 de febrer de 2023   | Assoliment destacat per al disseny de producció en una producció de llargmetratges d'animació | Phil Tippett                                               | Nominat   | [ 34 ]        |
| Fangoria Chainsaw Awards                   | 21 de maig de 2023     | Millor versió limitada                                                                        | Mad God                                                    | Nominat   | [ 35 ]        |